# Гебхард III (Регенсбург)
Гебхард III (на немски: Gebhard III; * началото на 11 век; † 2 декември 1060, Регенсбург) е 16. епископ на Регенсбург от 1036 до 1060 г.

## Живот
Той е син на Херман, граф в Бретахгау, или на граф Попо V от род Попони, и на Аделхайд от Мец от род Матфриди. Той е чрез майка си по-малък полубрат на Конрад II, от 1027 г. император на Свещената Римска империя.
Веднага щом става епископ той основава с майка си манастир Йоринген. Гебхард III се бие през 1040 г. при Хайнрих III против бохемския херцог Бретислав I. През 1044 г. участва в унгарския поход и 1046 г. в похода в Италия. Гебхард III сам предприема грабежни походи през 1049 и 1050 г. против Унгария, унищожава я при преследване на Ноймарк. Хайнрих III се бие отново от 1051 г. против Унгария на крал Андраш I. Гебхард III се връща през 1052 г. заедно с императора и папа Лъв IX в Регенсбург. Гебхард III е издаден от разболелия се херцог Велф III, че участва в заговор против Хайнрих III и е затворен в замък Вюлфлинген и 1056 г. освободен.